# Flors dins d'un gerro

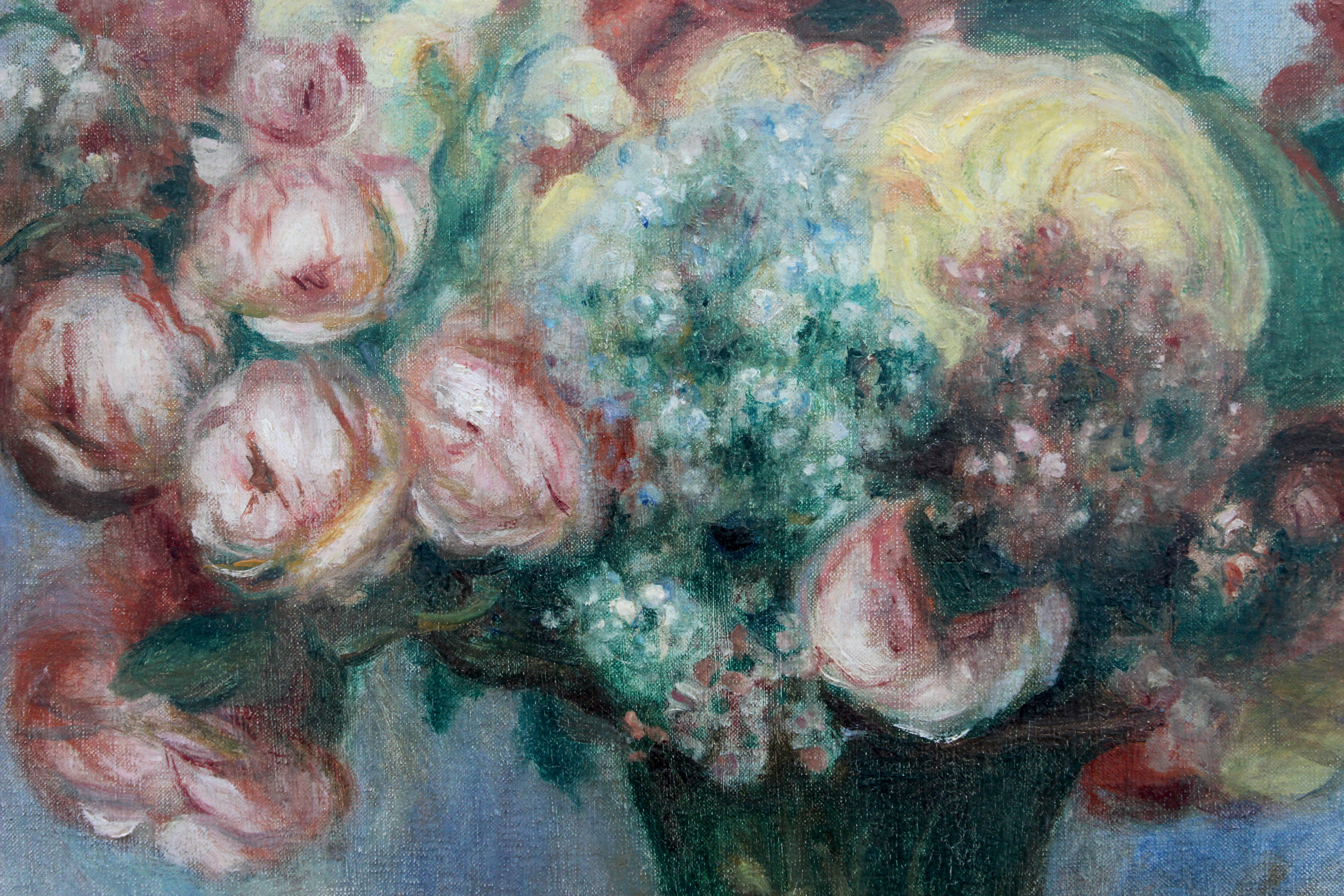
Detall

Flors dins d'un gerro (Fleurs dans un vase) és un quadre de Pierre-Auguste Renoir pintat pels volts del 1898 i dipositat al Museu de l'Orangerie de París.

## Història
Els quadres de flors i fruites són nombrosos en l'obra de Renoir, sobretot després del 1890 (a L'atelier de Renoir, aquesta obra porta la data del 1898). Alguns pintors contemporanis de Renoir van pintar també nombroses natures mortes amb flors, com, per exemple, Édouard Manet i Henri Fantin-Latour.

## Descripció
La varietat de les flors aplegades ací dona lloc a una composició molt elaborada, rara en l'artista. Interessant-se potser per les recerques contemporànies sobre la multiplicitat dels punts de vista, Renoir suggereix el vetllador damunt del qual es troba el gerro per mitjà d'un arc de cercle tractat de forma plana, de tal manera que el moble sembla inclinar-se cap al plànol de la pintura, mentre que el ram es veu de cara (això s'indica per l'àrea plana de color marró que erradica l'efecte de profunditat). Les flors es despleguen de forma asimètrica, triangular i amb les roses grogues i rosades barrejades amb altres flors blanques i fulles. Els tons càlids i freds interaccionen entre si i s'accentuen contra el fons pàl·lid del fons. Les tiges de les flors són visibles al gerro transparent, el qual mostra reflexos (aquests dos simples tocs de blanc donen a aquest oli sobre tela una il·lusió de llum i lleugeresa).